# Ruth (film)
|  | Denne artikel er oprettet af botten Steenthbot ud fra en ekstern database. Den kan derfor have sproglige fejl eller mangler. Denne skabelon kan fjernes efter kontrol af indholdet. |

Ruth er en dansk kortfilm med ukendt instruktør.

## Medvirkende
- Edith Buemann
- Petrine Sonne
- Rigmor Jerichau
- Sofus Wolder
- Maggi Zinn